# Ligne 3 du métro de Barcelone
Pour les articles homonymes, voir Ligne 3.
La ligne 3 (en catalan : Línia 3 del metro de Barcelona, en espagnol : Línea 3 del metro de Barcelona) est l'une des douze lignes du réseau du métro de Barcelone, ouverte en 1924. Elle est exploitée par TMB et dessert plusieurs quartiers barcelonais.

## Historique

### De 1924 à 1946
Le 26 mars 1921, la compagnie Gran Metropolitano de Barcelona, créée par la fusion des Tranvías de Barcelona SA et Ferrocarriles de Cataluña SA, lance le projet de réaliser une ligne qui reliera le centre de Barcelone à la place Lesseps, dans le quartier de Gracià. Les travaux commencent le 21 juillet de la même année.
Le 30 décembre 1924, l'infant Ferdinand de Bavière, représentant le roi Alphonse XIII, inaugure le premier tronçon du Gran Metro de Barcelona, qui débute à la place de Catalogne et dessert vers l'ouest Aragón (Passeig de Gràcia), Diagonal et Lesseps. Cette ligne est alors longue de 2,47 km.
L'année suivante, la station Fontana, située entre Diagonal et Lesseps, est ouverte au public et le 5 juillet, la ligne est prolongée d'une station vers l'est, Liceo.
Le 19 décembre 1926, une branche ouvre à l'est, desservant Urquinaona et Jaime I. Des tableaux en station indiquent la destination des trains.

Le 8 mai 1932, un quai central est installé à la station Aragón en plus des deux quais latéraux (cela s'appelle la solution espagnole), et des escaliers mécaniques y sont également installés.

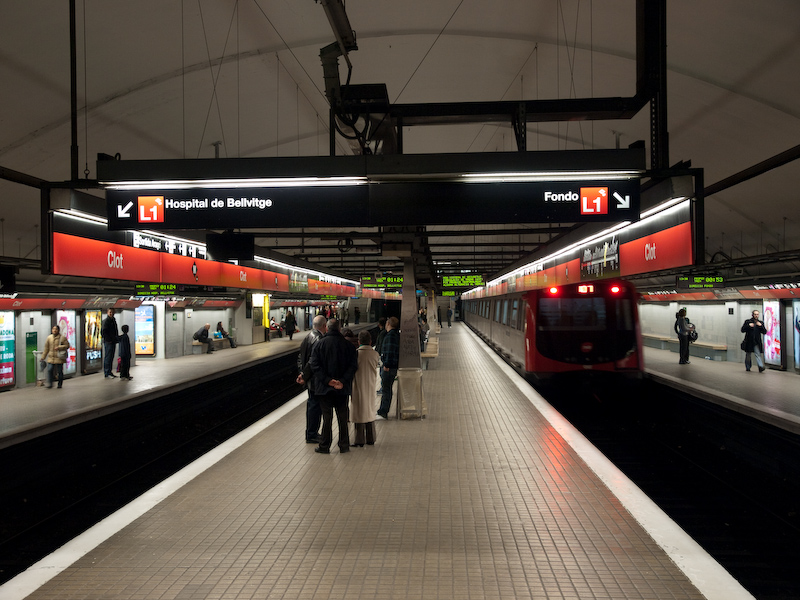
On retrouve cette solution espagnole sur d'autres lignes : ici, la L1 à Clot.

Le 20 février 1934, la station Correros est inaugurée sur la branche Jaime I qui en devient le nouveau terminus. La circulation entre cette nouvelle station et Jaime I s'effectue provisoirement avec une voie unique.
Il faut ensuite attendre le 15 avril 1946 pour l'ouverture d'un prolongement. Celui-ci se trouve sur la branche Liceo et ne rajoute que 122 mètres à la ligne et permet l'ouverture d'une station : Fernando.

Résumé des ouvertures entre 1924 et 1946.
Les noms mentionnés dans les articles sont en espagnol. Ils sont ici en catalan.

### De 1946 à aujourd'hui
Le 26 juin 1956, un couloir de correspondance est ouvert à la station Cataluña pour permettre les échanges entre Gran Metro de Barcelona et Metro Transversal, puis le 18 juillet 1960, un nouvel accès et le vestibule rénové sont inaugurés à Lesseps.
L'année suivante, les compagnies métropolitaines existantes sont fusionnées et les lignes sont identifiées par des chiffres romains. Gran Metro de Barcelona devient ainsi la ligne III.
Le 1er mars 1968, la stations Fernando ferme lors des travaux de prolongement vers Atarazanas, ouvert le 14 décembre de la même année.
Le 20 mars 1972, la station Correos ferme et le 4 avril, c'est toute sa branche qui voit son exploitation interrompue. Elle reprend l'année suivante mais sous la forme d'une nouvelle ligne, la ligne IV.
La correspondance entre les deux lignes n'est rendue possible qu'à partir du 20 décembre 1973, date à laquelle le couloir de correspondance à Aragón est ouvert.
En 1975, un tronçon ouvre entre Paral·lel et Zona Universitària, mais il prend le nom de ligne III-B en raison de l'usage d'un troisième rail pour l'alimentation en courant électrique des rames, Paral·lel servant de correspondance. En 1982, ce dispositif technique est étendu à la ligne III, permettant la fusion des deux lignes qui deviennent la ligne 3, les chiffres arabes remplaçant les chiffres romains dans la numérotation des lignes.

## Caractéristiques

### Stations et correspondances
|  |   |  | Station            | Communes                   | Correspondances |
|  | - |  | ------------------ | -------------------------- | --------------- |
|  | ■ |  | Zona Universitària | Barcelone (Les Corts)      |                 |
|  | o |  | Palau Reial        | Barcelone (Les Corts)      |                 |
|  | o |  | Maria Cristina     | Barcelone (Les Corts)      |                 |
|  | o |  | Les Corts          | Barcelone (Les Corts)      |                 |
|  | o |  | Plaça del Centre   | Barcelone (Les Corts)      |                 |
|  | o |  | Sants Estació      | Barcelone (Sants-Montjuïc) |                 |
|  | o |  | Tarragona          | Barcelone (Sants-Montjuïc) |                 |
|  | o |  | Espanya            | Barcelone (Sants-Montjuïc) |                 |
|  | o |  | Poble Sec          | Barcelone (Sants-Montjuïc) |                 |
|  | o |  | Paral·lel          | Barcelone (Sants-Montjuïc) |                 |
|  | o |  | Drassanes          | Barcelone (Ciutat Vella)   |                 |
|  | o |  | Liceu              | Barcelone (Ciutat Vella)   |                 |
|  | o |  | Catalunya          | Barcelone (Eixample)       |                 |
|  | o |  | Passeig de Gràcia  | Barcelone (Eixample)       |                 |
|  | o |  | Diagonal           | Barcelone (Eixample)       |                 |
|  | o |  | Fontana            | Barcelone (Gràcia)         |                 |
|  | o |  | Lesseps            | Barcelone (Gràcia)         |                 |
|  | o |  | Vallcarca          | Barcelone (Gràcia)         |                 |
|  | o |  | Penitents          | Barcelone (Gràcia)         |                 |
|  | o |  | Vall d'Hebron      | Barcelone (Horta-Guinardó) |                 |
|  | o |  | Montbau            | Barcelone (Horta-Guinardó) |                 |
|  | o |  | Mundet             | Barcelone (Horta-Guinardó) |                 |
|  | o |  | Valldaura          | Barcelone (Horta-Guinardó) |                 |
|  | o |  | Canyelles          | Barcelone (Nou Barris)     |                 |
|  | o |  | Roquetes           | Barcelone (Nou Barris)     |                 |
|  | ■ |  | Trinitat Nova      | Barcelone (Nou Barris)     |                 |